# Dyptyk Boecjusza
Dyptyk Boecjusza – późnoantyczny dyptyk konsularny, wykonany w 487 roku w Rzymie dla wybranego na ten rok na konsula Manliusza Boecjusza (ojca filozofa Boecjusza). Znajduje się w zbiorach Museo di Santa Giulia w Brescii.

## Opis
Wykonany z kości słoniowej dyptyk składa się z dwóch paneli o wymiarach 35×12,6 cm. Na obydwu skrzydłach u góry znajduje się przyczółek, w którym umieszczono wieniec z wplecionym monogramem imienia Boecjusza BOET. Poniżej biegnie długa inskrypcja dedykacyjna o treści NONIVS ARRIVS MANLIVS BOETHIVS VIR CLARISSIMVS ET ILLVSTRIS | EX PRAEFECTO PRAETORIO PRAEFECTVS VRBIS SECVNDO CONSVL ORDINARIVS ET PATRICIVS. Boecjusz został sportretowany na obydwu skrzydłach dyptyku. Na jednym ukazany został w stojący w pozycji frontalnej, trzymający w ręku berło zwieńczone wizerunkiem orła. Na drugim siedzi na krześle kurulnym, trzymając w jednej ręce berło, w drugiej chustę rzucaną na arenę na znak rozpoczęcia zawodów (mappa). U jego stóp leżą sakwy symbolizujące dary rozdawane plebsowi oraz palmy wręczane zwycięzcom. Najprawdopodobniej chodzi tu o igrzyska odbywane w dzień urodzin Miasta Rzymu (Natalis Urbis) 21 kwietnia.
Tylna strona dyptyku ozdobiona jest wykonanymi w VII lub VIII wieku malowidłami, na których przedstawiono świętych Augustyna, Hieronima i Grzegorza Wielkiego oraz scenę wskrzeszenia Łazarza.